# Selección de fútbol sub-18 de Uruguay
La selección de fútbol sub-18 del Uruguay es el equipo formado por jugadores de nacionalidad uruguaya menores de 18 años de edad, que representa a la Asociación Uruguaya de Fútbol en competiciones amistosas internacionales, pensada para dar rodaje a los jugadores ente las categorías sub-17 y sub-20.

## Jugadores
Futbolistas convocados para un torneo amistoso en Suiza a mediados de 2025.

## Palmarés

### Amistosos
| Competición           | Equipo                      | País    | Año  |
| --------------------- | --------------------------- | ------- | ---- |
| Torneo Limoges Sub-18 | Selección de Uruguay Sub-18 | Francia | 2014 |